# Dario Piana
Dario Piana (Genova, 26 aprile 1953) è uno sceneggiatore e regista italiano.

## Biografia
Laureato in lettere all'Università degli Studi di Genova, negli anni ottanta e novanta, ha realizzato per Radio 2 numerosi sceneggiati radiofonici, i più noti dei quali sono Andrea, Villa dei Melograni (entrambi in collaborazione con Ivano Balduini, Tania Dimartino e Paolo Taggi) e Un muro di parole (a quattro mani con Bianca Maria Vaglio). Passato poi al piccolo schermo, ha scritto soggetto e sceneggiatura come Sospetti insieme a Mimmo Rafele e Bianca Maria Vaglio, Rossella, con Bianca Maria Vaglio e Carlotta Wittig, e Amanti e Segreti, insieme a Bianca Maria Vaglio e Marina Garroni. Amanti e Segreti ha anche ottenuto la Grolla d'oro per il miglior soggetto dell'anno.

## Filmografia

### Regista
- Sotto il vestito niente II (1988)
- Le morti di Ian Stone  (2007)
- Lost Boys: The Thirst  (2010)

### Sceneggiatore
- In nome della famiglia, regia di Vincenzo Verdecchi – serie TV (1997)
- Amiche davvero, regia di Marcello Cesena – film TV (1998)
- Doppio segreto, regia di Marcello Cesena – serie TV (1998)
- Sospetti, regia di Luigi Perelli – serie TV (2000-2002-2005)
- Sei forte, maestro, regia di U. Giordani e C. Risi – serie TV (2001)
- Amanti e segreti, regia di Gianni Lepre – serie TV (2004)
- Il segreto di Arianna, regia di Gianni Lepre – serie TV (2007)
- Rossella, regia di Gianni Lepre – serie TV (2011-2013)

## Radio

### Sceneggiatore
- Andrea, regia di Maurizio Ventriglia (1985)
- Villa dei Melograni, regia di Francesco Anzalone (1987)
- Un muro di parole, regia di Dario Piana (1990)
- Il viaggio promesso, regia di Dario Piana (1992)
- Ditta Bevegni e C., regia di Dario Piana (1993)

### Regista
- Un racconto al giorno (1989)
- Il signore del sonno (1990)
- Un muro di parole (1990)
- Il viaggio promesso (1992)
- Ditta Bevegni e C. (1993)